# Rue Moncey (Paris)
Pour les articles homonymes, voir Rue Moncey.
La rue Moncey est une voie située dans le quartier Saint-Georges du 9e arrondissement de Paris.

## Situation et accès
La rue Moncey est desservie par la ligne 13 à la station Liège.

## Origine du nom

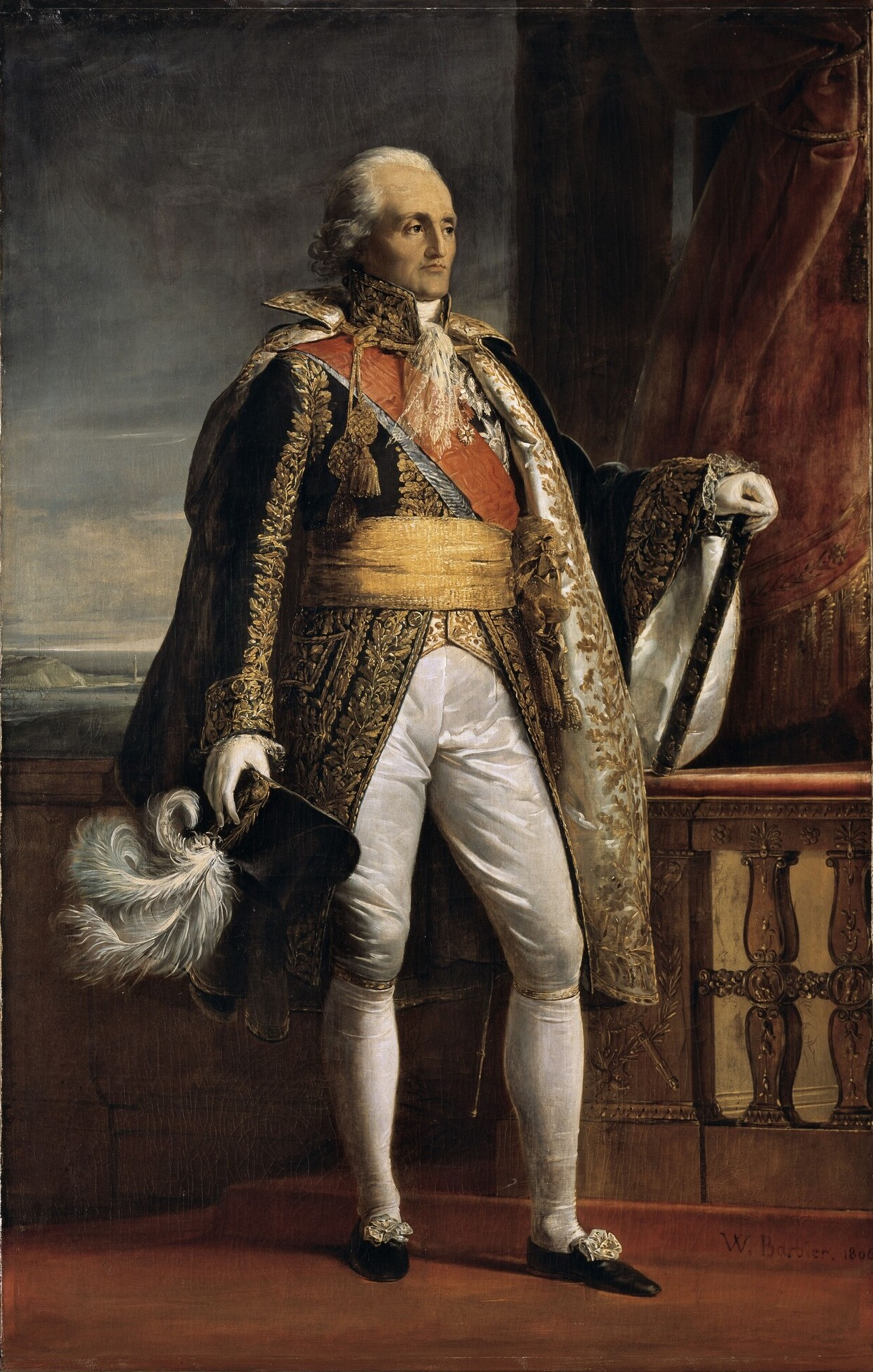
Le maréchal Moncey.

Elle porte le nom du maréchal Bon-Adrien Jeannot de Moncey (1754-1842), défenseur du quartier des Batignolles en 1814 lors de la bataille de Paris contre les troupes austro-russo-prusses.

## Historique
Cette voie est percée par ordonnance du 15 novembre 1841 sous le nom de « rue Laperche » :
« Louis-Philippe, etc.,
vu le projet présenté par la ville de Paris pour l'ouverture d'une rue de 12 mètres, devant communiquer de la rue Blanche à celle de Clichy, et la proposition du préfet de la Seine, tendant :
- 1° à ce que cette ville soit autorisée à acquérir, soit de gré à gré, soit, s'il y a lieu, par voie d'expropriation pour cause d'utilité publique, les immeubles ou portions d'immeubles dont l'emplacement doit être occupé par la voie nouvelle, et à accepter les souscriptions offertes par divers propriétaires pour concourir à la dépense de l'ouverture de la rue ;
- 2° à ce que la somme de 10 000 francs, qui, aux termes de notre ordonnance du 27 février 1839, autorisant le sieur Boursault à ouvrir une rue sur son terrain, a dû être versée par lui au profit de la dite ville, pour former sa part contributive dans les frais d'exécution d'un pan coupé projeté à l'un des angles de la voie nouvelle, soit, du consentement du propriétaire, affectée au payement des travaux de la rue, et que ce pan coupé soit exécuté ultérieurement par simple mesure de voirie ;

le plan des alignements proposés pour la rue nouvelle ;
le certificat du maire du deuxième arrondissement municipal, constatant que ce plan a reçu la publicité prescrite par le règlement, et les pièces desquelles il résulte que le projet a été soumis aux formalités d'une enquête régulière ;
les délibérations du Conseil municipal en date des 18 août, 15 décembre 1837, 26 juin 1840 et 26 mars 1841 ;
les actes sous seings privés contenant offres de souscriptions ;
le consentement du sieur Boursault à la nouvelle affectation des 10 000 francs par lui déjà versés ;
l'avis du préfet de la Seine et les pièces à l'appui, notamment les réclamations contre ce projet ;
les lois des 16 septembre 1807, 3 mai 1841 et l'ordonnance réglementaire du 23 août 1835.
Notre Conseil d'État entendu, nous avons ordonné et ordonnons ce qui suit :
- Article 1 : est approuvé le projet présenté par la ville de Paris pour l'ouverture d'une rue de 12 mètres de large, devant communiquer de la rue Blanche à celle de Clichy.
Les alignements de cette rue sont arrêtés conformément aux lignes rouges tracées sur le plan ci-joint, lesquelles déterminent un pan coupé de 15 mètres de face, au droit de la propriété située à l'angle de la rue de Clichy, no 35.
- Article 2 : l'exécution immédiate des alignements arrêtés ci-dessus est déclarée d'utilité publique ;
en conséquence, le préfet de la Seine, agissant au nom de la ville de Paris, est autorisé :
  - 1° à acquérir, soit à l'amiable, soit par voie d'expropriation, s'il y a lieu, les immeubles ou portions d'immeubles dont l'occupation sera nécessaire ;
  - 2° à accepter les souscriptions offertes par divers propriétaires pour contribuer à la dépense du projet.

- Article 3 : toutefois, il sera procédé, à l'égard de l'alignement formant le pan coupé précité, conformément aux lois et règlements en vigueur, en tout ce qui pourra concerner soit les réparations d'entretien, soit la démolition, pour cause de vétusté, des bâtiments qui excèdent les alignements ainsi arrêtés, soit les terrains à occuper par la voie publique ou par les particuliers, soit enfin les indemnités qui seront dues de part et d'autre pour la cession de ces terrains.
- Article 4 : le préfet de la Seine est, en outre, autorisé à affecter, aux frais d'ouverture de la voie nouvelle, les 10 000 francs qui, en exécution de notre ordonnance du 27 février 1839, ont été soumissionnés et versés par le sieur Boursault, dans le but de contribuer à la dépense devant résulter de l'exécution du dit pan coupé, lequel sera effectué ultérieurement aux frais seuls de la ville de Paris.
- Article 5 : notre ministre secrétaire d'État au département de l'Intérieur est chargé de l'exécution de la présente ordonnance.

Aux Tuileries, le 15 novembre 1841. »
Elle prend sa dénomination actuelle par ordonnance du 5 août 1844.
Le 27 juin 1918, durant la Première Guerre mondiale, une bombe explose sur le no 1 rue Moncey lors d'un raid effectué par des avions allemands.

## Bâtiments remarquables et lieux de mémoire
- Elle donne accès au square Moncey :
  - l'hôtel Pillet-Will, situé à la hauteur des nos 4 à 12 actuels, fut construit en 1872 pour le comte Frédéric Pillet-Will, régent de la Banque de France et propriétaire du vignoble Château Margaux. La vaste demeure fut démolie en 1903 et le square Moncey y fut aménagé à sa place.
- De 1872 à 1876, au no 2 de la rue, dans un immeuble situé à l’angle de la rue Blanche, vécut le jeune Guy de Maupassant. Dans une modeste chambre de quatre mètres sur trois, donnant, au rez-de-chaussée, sur une cour sans lumière, le futur écrivain rédigea ses premiers écrits dont Au bord de l'eau, son premier poème publié en 1876 et reçut Flaubert dont il venait de faire la connaissance. Le jeune homme y improvisa aussi de nombreuses fêtes :  « La porte était ouverte à tout venant », écrira Léon Fontaine, son comparse de jeunesse « et l’on était toujours accueilli par un bon sourire et une main cordialement tendue. Si quelque fâcheux, par hasard, s’y risquait, il n’était pas tenté d’y revenir, tant il était berné et mystifié[3]. »
- En janvier 1877, quittant la campagne d'Argenteuil, Claude Monet vient s’installer au no 17 de la rue. Le pied-à-terre prêté par Gustave Caillebotte permet au peintre de porter son attention sur les quais de la gare Saint-Lazare et sur ses abords immédiats, le pont de l'Europe et les Batignolles[4].
- Le journaliste André Beaunier a vécu au no 4.